# Hans Hakenholt
Hans Albert Hakenholt (18 juin 1909 - 16 juillet 1981) est un officier supérieur allemand de la Seconde Guerre mondiale. Il reçut la Croix de chevalier de la Croix de fer en juin 1944.

## Biographie
Hans Albert Hakenholt naît le 18 juin 1909 à Rombas (Rombach), peu avant la rétrocession de l'Alsace-Lorraine. Il s'engage dans l'armée allemande dans les années trente. 

### Seconde Guerre mondiale
Dès le début de la Seconde Guerre mondiale, Hans Hakenholt participe à l'invasion de la Pologne, puis à la Bataille de France et reçoit les Croix de fer, 2e et 1re classes. Le 9 juin 1944, alors qu'il commande la 2e compagnie du 43e Flak-Regiment de la 17e Flak-Division, le capitaine Hakenholt reçoit la Croix de chevalier de la Croix de fer pour son action au feu. Promu Major, commandant, le 1er août 1944, Hakenholt  est nommé à la tête du Flak-Regiment 20, un régiment de défense anti-aérienne, le 16 avril 1945.

### Après guerre
Après la guerre, Hakenholt reprend du service dans la Bundeswehr en mars 1956. Hakenholt termine sa carrière militaire comme Oberstleutnant, lieutenant-colonel, le 30 septembre 1965. Hans Albert Hakenholt décèdera le 16 juillet 1981 à Hambourg.

## Décorations
- Ritterkreuz des Eisernen Kreuzes, le 9 juin 1944 comme Kommandeur II./FlakRgt 43 (mot.)
- Eisernes Kreuz, 1re et 2e classes

## Sources
- Henry L. deZeng IV, Douglas G. Stanke: Luftwaffe Officer Career Summaries - Luftwaffe Officers 1935 - 1945, t.3, Section G-K, avril 2012 (p. 88 et 99) (en ligne)
- Major Hakenholt sur das-ritterkreuz.de
- (en) Die Träger des Ritterkreuzes des Eisernen Kreuzes "H"